# Marvin Bartley
Marvin Clement Bartley, né le 4 juillet 1986 à Reading, est un footballeur anglais. Il joue au poste de milieu de terrain reconverti entraîneur.

## Carrière
Avec le club anglais de Burnley, il joue 65 matchs en deuxième division anglaise, inscrivant trois buts.
Le 17 juillet 2015, il rejoint le club écossais d'Hibernian. Il joue deux matchs en Ligue Europa avec cette équipe.

## Palmarès
- Hibernian FC
  - Champion d'Écosse de D2 en 2016-2017
  - Finaliste de la Coupe de la Ligue écossaise en 2016
- Livingston
  - Finaliste de la Coupe de la Ligue écossaise en 2021